# Mistrzostwa Unii Europejskiej w szachach

Flaga Unii Europejskiej

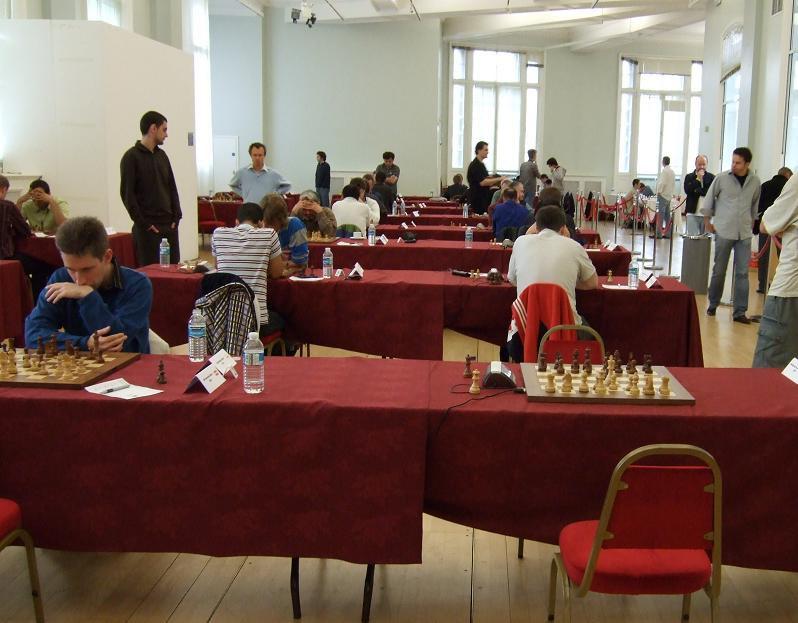
Mistrzostwa w 2008 r. w Liverpoolu.

Mistrzostwa Unii Europejskiej w szachach – turniej szachowy, którego celem jest wyłonienie najlepszego szachisty państw Unii Europejskiej. Pierwsze mistrzostwa rozegrane zostały w 2005 r. w Corku przy okazji obchodów związanych z wyborem tego miasta Europejską Stolicą Kultury. W 2009 r. mistrzostwa nie odbyły się.
Mistrzostwa mają formułę otwartą, do startu uprawnieni są reprezentanci krajów UE oraz państw kandydujących (jednakże bez prawa do zdobycia tytułów i medali). Turnieje rozgrywane są systemem szwajcarskim na dystansie 10 rund (od 2010 – 9 rund).

## Medaliści mistrzostw Unii Europejskiej
| Edycja | Miasto    | Medaliści                                              | Punkty | Ucz. | Źródło |
| ------ | --------- | ------------------------------------------------------ | ------ | ---- | ------ |
| 1 2005 | Cork      | 1. Zoltán Gyimesi 2. Mateusz Bartel 3. Bartosz Soćko   | 8½ 7½  | 115  |        |
| 2 2006 | Liverpool | 1. Nigel Short 2. Šarūnas Šulskis 3. Luke McShane      | 7½ 7   | 84   |        |
| 3 2007 | Arvier    | 1. Michele Godena 2. Thomas Luther 3. Fabiano Caruana  | 8 7½   | 112  |        |
| 4 2008 | Liverpool | 1. Jan Werle 2. Viktor Láznička 3. Michael Adams       | 8 7½   | 141  |        |
| 5 2010 | Arvier    | 1. Paweł Jaracz 2. Sabino Brunello 3. Jewgienij Agrest | 6½     | 47   |        |